# Kloster Schönthal (Oberpfalz)
Das Kloster Schönthal ist ein ehemaliges Kloster der Augustiner-Eremiten in Schönthal in Bayern in der Diözese Regensburg.

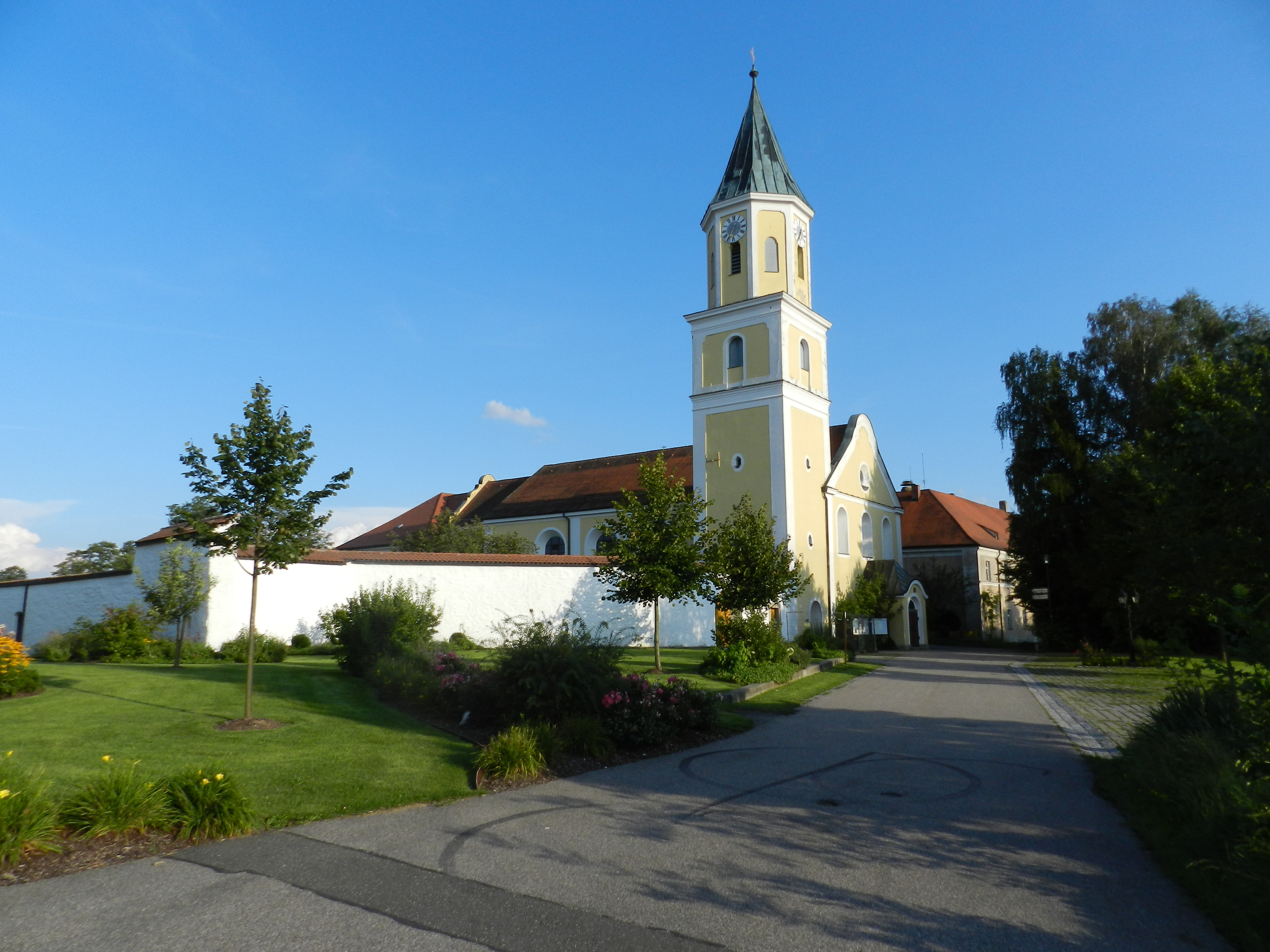
Pfarrkirche St. Michael, ehemaliges Kloster Schönthal (2011)

## Geschichte

### Entstehung
Das der heiligen Maria und dem Erzengel Michael gewidmete Kloster war von 1250 bis 1263 Wilhelmitenkloster, ab 1263 Kloster der Augustinereremiten. Verbindungen bestanden zum Kloster Stockau (Kloster Biwanka, auch: Pivonka, Pivoň) bei Taus. Das Kloster lag im Bereich der Herrschaft Schwarzenburg, die seit der Bayerischen Landesteilung von 1255 zum Herrschaftsbereich zum wittelsbacher Herzogtum Niederbayern gehörte. Von dem Kloster aus wurde der Raum im Norden des mittleren Schwarzachtals kolonisatorisch erschlossen.
Als erster Prior wird 1261 ein Pater Heinrich genannt. Das Kloster war gegenüber dem Bistum Regensburg exemt, d. h. nur über den Ordensgeneral dem Heiligen Stuhl unterstellt. Wichtige Förderer des Klosters waren die Herzöge Otto III. und Stephan I. von Niederbayern, die Landgrafen von Leuchtenberg, die Grafen von Leonsberg und viele weitere oberpfälzer Adelsgeschlechter. Von den wittelbachischen Landesherren erhielt das Kloster 1297 das Patronat über die Pfarrei Rötz, wobei auch Heinrichskirchen, Hiltersried und Biberbach (hier wurde 1395 eine eigene Propstei zur Güterverwaltung eingerichtet) hinzukamen. 1303 erhielt das Kloster die niedere Gerichtsbarkeit. Unter Kaiser Ludwig der Bayer wurde 1333 die Befreiung von allen Steuern verfügt. 1341 ist erstmals eine Klosterbrauerei belegt. 1442 ist hier auch ein Hammerwerk bezeugt, das Mitglied der Oberpfälzer Hammereinigung war. Mitte des 14. Jahrhunderts war hier neben den Mönchen eine Beginengemeinschaft.
Das Kloster wurde von den Hussiten 1427 und nochmals im darauffolgenden Jahr niedergebrannt. Durch den Prior Konrad von Murach (1409–1434) wurde der Wiederaufbau in die Wege geleitet. Gegen Ende des 15. Jahrhunderts gelangte das Kloster zu einer neuen Blüte. Zwar war die Gegend nicht von den Wirren des Landshuter Erbfolgekrieges belastet, aber 1509 wurde der Raum Rötz an die Kurpfalz verkauft. Dies hatte zur Folge, dass das Kloster wegen des Konfessionswechsels des Landesherrn Ottheinrich am 10. November 1556 aufgelöst wurde. 
1559 verließen nach dem Tod des letzten Priors, P. Erhard Prichsner, die letzten Mönche das Kloster. Unter Kurfürst Friedrich III. wurde die Gegend kalvinistisch, unter dessen Nachfolger Ludwig VI. ab 1577 wieder lutherisch und unter dessen Nachfolger Johann Kasimir 1584 kurzfristig wieder calvinistisch. Im Zuge eines Bildersturms wurden alle Ausstattungsgegenstände der Kirche entfernt, übrig blieb nur der steinerne Hochaltar. Die Besitzungen des Klosters wurden der landesherrlichen Regierung unterstellt und von einem Amtmann des Pflegegerichts Rötz verwaltet. In der Folge wurden kaum mehr Investitionen in die Klostergebäude getätigt, wobei der Verfall durch die Einwirkungen des Dreißigjährigen Krieges weiter vorangetrieben wurde.
Nach dem Sieg von Kurfürst Maximilian I. über den Winterkönig setzte die Rekatholisierung in der Oberpfalz ein. Dabei wurde auch das Kloster Schönthal wiederhergestellt. Bereits 1628 waren wieder zwei Pfarrvikare des früheren Ordens tätig, 1669 wurde die früheren Rechte und Besitzungen an Kloster wieder zurückgegeben. 1695 wurde der Grundstein für einen barocken Neubau der Klosteranlage unter Prior Prosper Helgemayr gelegt. 1710 begann man auch mit der Wiederherstellung der Klosterkirche, für die Wolfgang Dientzenhofer verpflichtet wurde. Vorbild war die Kirche St. Michael in München. Auch das Patrozinium wurde diesem Vorbild folgend auf St. Michael geändert. Neben diesem wurde in dem Kloster besonders Nikolaus von Tolentino, der wichtigste Ordensheilige der Augustiner-Eremiten, verehrt.

### Säkularisation
Der Churfürst Max I. Joseph und sein Minister Montgelas führten die Säkularisation durch. 
Das Kloster Schönthal beging im Juni 1801 in „Anhänglichkeit an unseren besten Landesvater“ ein Friedensfest mit „Donner des Geschützes“, Hochamt mit Te Deum, weiß gekleideten Schulkindern und Blumenkränzen. Trotzdem wurde das Kloster 1802 im Zuge der Säkularisation aufgelöst. Mitte September 1802 überreichte der Landrichter dem Prior Benignus Wilhelm das Aufhebungspatent. 

#### Verkauf, Versteigerungen
Mehrere neue staatliche Ämter wickeln das Kloster Schönthal umgehend ab.
Im Jahr 1802 wurde das Kloster „Churfürstliches Kloster Schönthal“ genannt, und die “Churfürstliche oberpfälzische Klosteradministration Schönthal“ bietet 32 Weiher, „den Krämerfischbach, und die Lang, und Thanenkrebsbäche“ zur Verpachtung an. Am 11. Mai 1804 werden „62 Stück Hammel, und 108 Mutterschaf, wie auch 27 Lämmer, nebst 2 Zentner Woll zum Verkauf“ angeboten. Am 4. Juni 1804 folgte das Pachtangebot von Wiesen und Äckern am 6. Juli 1804 die Bekanntgabe der Versteigerung von 139 Klafter Holz. Das „Churfürstliches Rentamt Kamm“ schrieb „die im hiesigen Rentamte entlegenen, zu dem aufgelösten Kloster Schönthal gehörig gewesenen Gründe“ zur Versteigerung aus: „zweimädige Wiese bei Lixendöfering (2 Tagwerk), eine zweimädige Wiese bei Schönthal, „die Wallburgerin genannt“ 8 ¾ Tagwerk, ein Fischwasser, „der Rhaner Fischbach" genannt, welcher sich von der Mühle bey Lixendöfering bis an den Schwarzach Fluß unterhalb Kleinschönthal erstreckt." Die „Churfürstliche Extraktions-Kommission“ von Schönthal bot Wägen, Kutschen, „wie auch eine Chaise“, Schlitten, Pflüge und Eggen und Hausmöbel zum Kauf an. Das „Churfürstliche Forstmeisteramt Waldmünchen“ bot am 22. Oktober 1804 aus den Wäldern des „ehemaligen Klosters Schönthalischen Waldungen, namentlich Füchselholz, Tannenholz, Eschlbach und Bünau“ 200 Stämme zum Verkauf an. Das „churfürstliche Generalkommissariat als Provinzial-Etatkuratel der oberen Pfalz“ gab Versteigerungen bekannt:
1. „Die vom Kloster abgesonderten Oekonomiegebäude, mit eingeschlossenen 3 Ställen und sämtlichen gewölbten Stallungen, jedoch in mehreren Abteilungen für neue Meyerschaften, wovon jedem eine bestimmte Anzahl in Tagwerken von den durchaus in einer fruchtbaren Ebene gelagerten Ebene gelagerten Feld- und Wiesgründen nebst Weyhern und öden Traden käuflich zugewiesen wird,
2. Die Klostermühle, in einem Mahl- und einem besonderen Malzgang bestehend, nebst dem Wohnhause, und dem in der Mühle vorhandenen Werkzeug, wozu zur Vergrößerung der inneren Wohnung noch ein Anstoß vom Oekonomiegebäude, und ein Theil von der Hofratth beygegeben wird.
3. Die Klosterrichters Behausung, samt dem Garten,
4. Die Gerichtsdienersbehausung mit angebauter Stallung und Stadel.
5. Das vormalige Apothekenhaus, nebst dem Fischhause.
6. Die Ziegelhütte und Brennofen, nebst einem Platz zu einem Wohnhause. An diesen Realitäten von Nro. 2 bis 6 werden mehrere Tagwerke von Grundstücken jeder Art, und in der Maas käuflich zugetheilt, wie es die Konkurrenten ihren Umständen angemessen finden mögen.  Diese Wohnplätze sind in einer der schönsten Gegend hart an den vorbeyziehden 2 Landstrassen nach Cham und Waldmünchen gelagert, und zu einer Feldwirthschaft sehr bequem geeignet.
7. Werden diejeniger Felder, Wiesen, Anger und Traden, welche zu den vorstehenden Gebäuden nicht mehr gegeben werden können, der Versteigerungen unterlegt.“

Das „Churfürstl. Rentamt Waldmünchen“ schreibt zum 17. August 1805 das Schönthaler Bräuhaus zur Versteigungerung aus: „Sudhaus, Malzthenn, Gährgewerk, die kupferne Sudpfanne, Registratur oder Archiv das Küchengebäude bis unter das Dach, nebst den von diesen dreyen Flügelgebäuden eingeschlossenen Bräuhaushofraum, Pferdestallung und eine Wagenschupfe Getreid- und zugleich Heustadel Sommer- und Felsenkeller unter der ehemaligen Gerichtsdienerswohnung sämtliche inventurmässigen Bräuhausrequisiten und Fahrnisse, nebst Fässern, Geschirren und einer Pferdemühle, dann einige erst heuer dem Bräuhausstifter überlassene Mobilien, den sogenannten Hopfengarten zu 13 Tagwerk, die Kälberwiese nahe am Kloster gelegen 11 ¾ Tagwerk groß und zweymädig. Indem den vorstehenden Gebäuden das künftige Schullehramt und die Forsterwohnung sich anschließt.“
Am 8. April 1807 wurden angeboten: der Ziegelstadel, der Brennofen nebst Fahrnissen, ein Haus und ein Oekonomiegebäude, 5 Tagwerk vom Fuchsenfeld, 3 Tagwerk von der langen Wiese und 3 Tagwerk von der oberen Füchseltrad mit Einschluss eines weiteren öden Grundes.
Am 17. Dezember 1807 wird die Klosterjagd zur Neuverpachtung ausgeschrieben.
Das Königliche baierische Forstamt Rötz in Schönthal kündigte am 19. Juni 1808 die Versteigerung von Holz des ehemaligen Klosters Schönthal, „jetzt königliche Waldung“ in Eixendorf, Penting, in den Stockinger Bergen und auf dem Schelhof an.
Die Versteigerung der großen, 12 Zentner schweren „großen Glocke“ des Klosters wird mehrfach und auch überregional angekündigt.
Abriss des Unverkäuflichen: Ein Eintrag von 5. Oktober 1809 berichtet vom „abgerissenen Kermhof“ des Klosters Schönthal.

#### Klostergericht, Klosterrichter
Auch das Kloster Schönthal führte in der Vergangenheit mehrfach Prozesse gegen andere Ämter und gegen die Bevölkerung: Das Pflegamt Rötz gegen Kloster Schönthal (11. September 1794, 22. Januar 1795).
Bei der Besetzung der oberpfälzischen Landgerichte im Jahre 1803 mit ehemaligen Klosterrichtern konnten die Klosterrichter Dollacker von Reichenbach, Merz von Schönthal, Moosmaininger von Walderbach nicht übernommen werden. Begründung: „unfähige Subjekte".

#### Abschluss
Die Konventualen wurden nach München umgesiedelt. Die Klostergüter wurden verkauft, Klostergebäude, die heute noch bestehende Brauerei und die Klosterapotheke versteigert. 1808 wurden in Schönthal und den dazugehörenden Orten Pfarreien neuer Ordnung eingerichtet. Prior P. Wilhelm († 1806) konnte die Pfarrei Schönthal übernehmen; die Klosterkirche wurde dabei zur Pfarrkirche. Am 29. Dezember 1806 meldete das Königlich baierische Landrichteramt Waldmünchen: „Der Exprior und Pfarrvikar Wilhelm zu Schönthal (…) legte dem königlich baierischen Versatzamte München unterm 18ten Jänner heurigen Jahres ein Kapital ad 1000 Gulden verzinslich an, und erhielt hierauf die unter dem nämlichen Tage ausgefertigte Obligation, welche aber nach seinem Tode bey der vorgenommenen Inventar nicht zum Vorschein kam“.

## Baulichkeiten
Die Klosterkirche ist ein Saalbau mit ein Saalbau mit eingezogenem Rechteckchor, Satteldach, Flankenturm mit Spitzhelm, Schweifgiebel und Rahmengliederungen von 1710. Sie brannte 1833 weitgehend ab, wurde 1836 instand gesetzt und 1909 erweitert. Sie ist heute die katholische Pfarrkirche St. Michael.

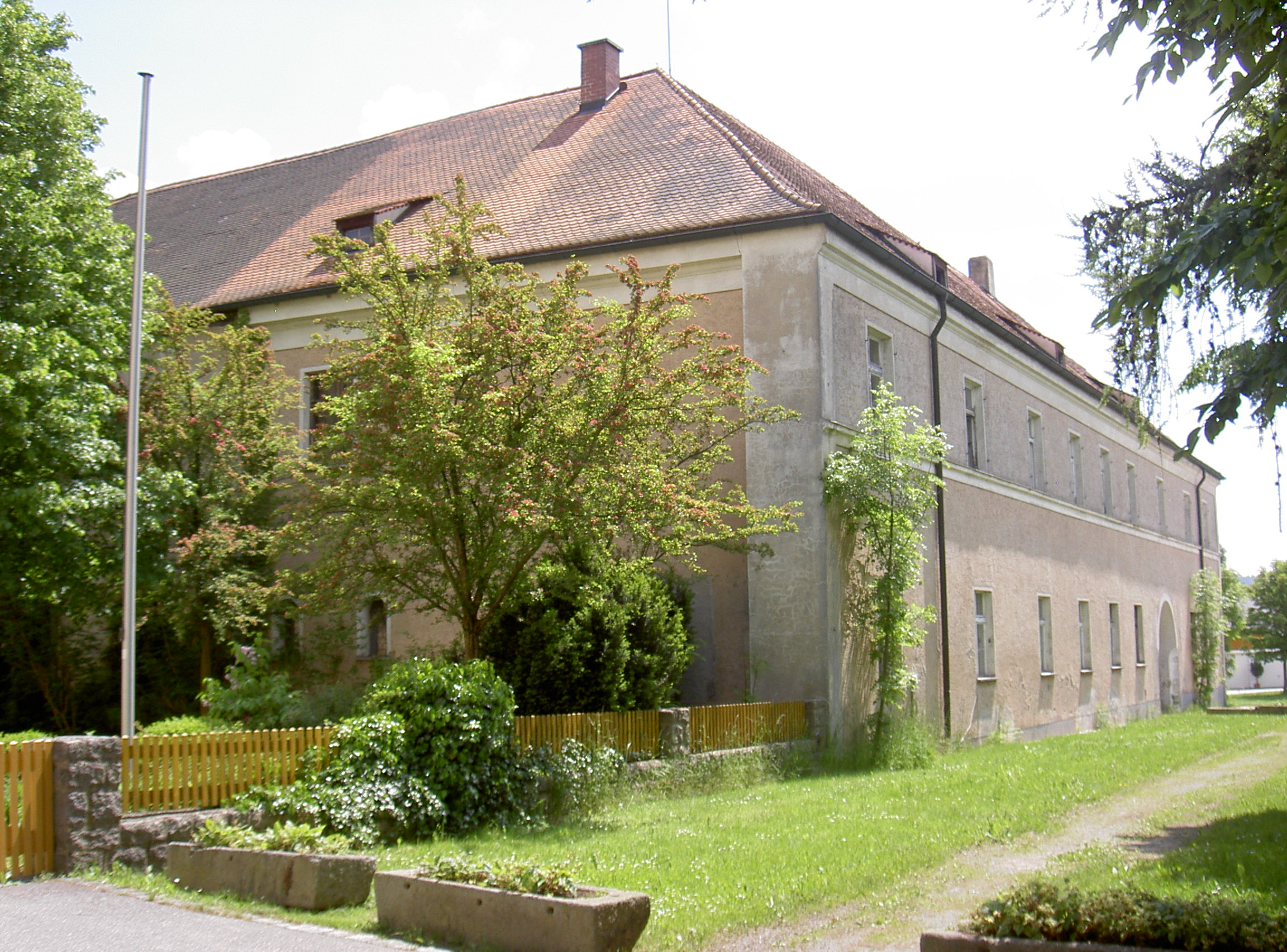
Kloster Schönthal Klostergebäude
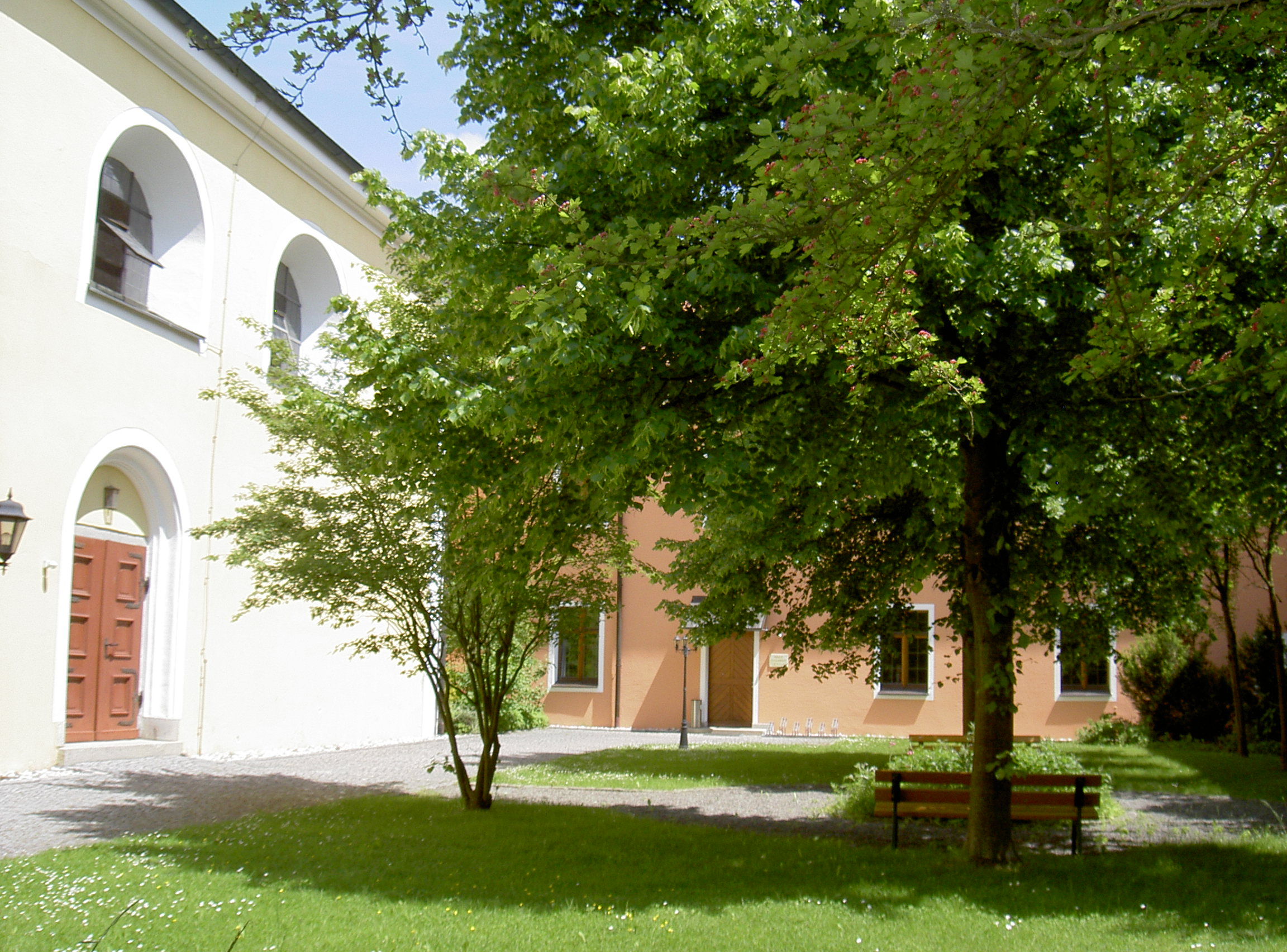
Kloster Schönthal vorderer Klosterhof
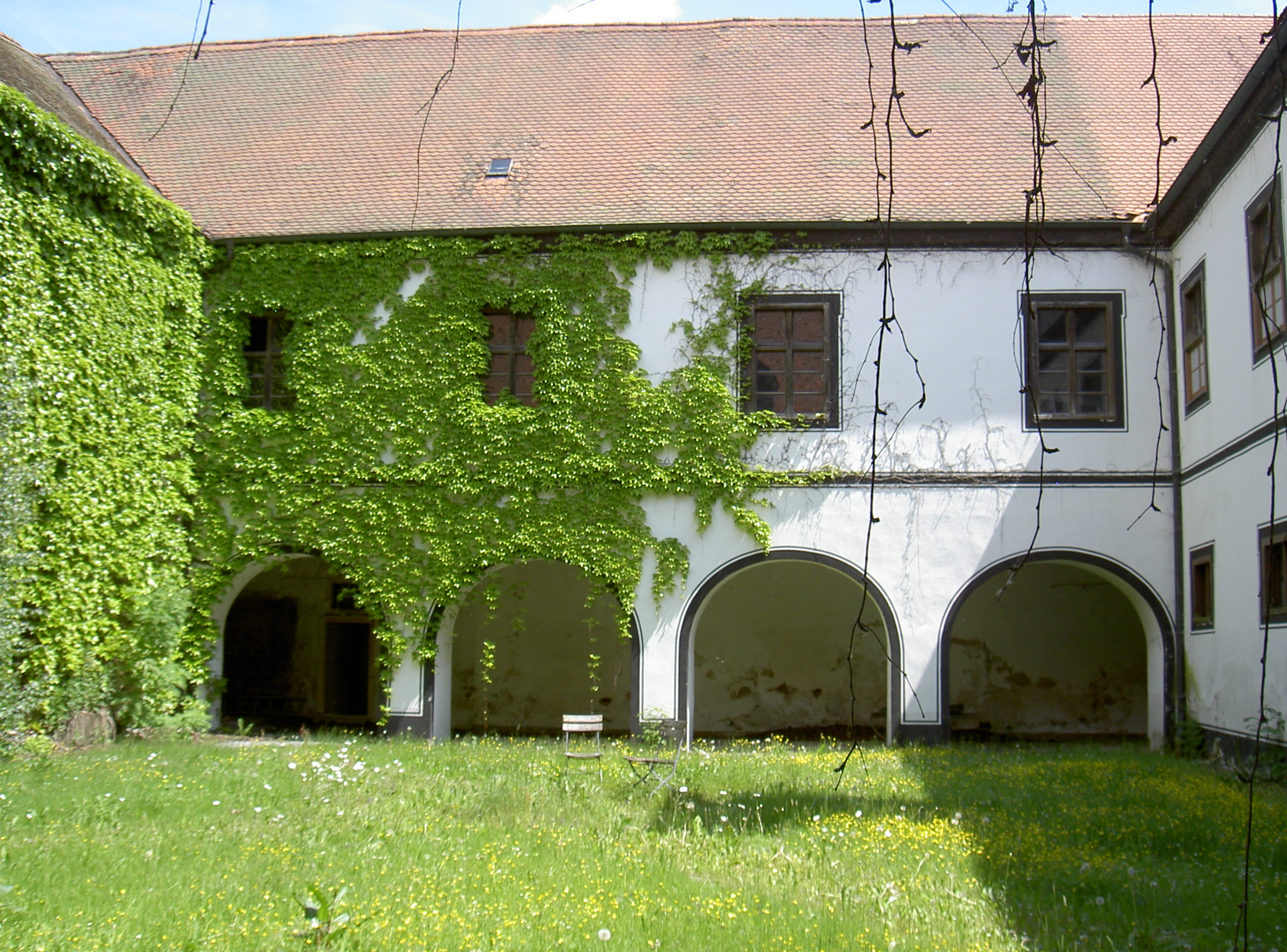
Kloster Schönthal hinterer Klosterhof

Das Klostergebäude ist ein zweigeschossiger Vierflügelbau mit Walmdächern, Einfahrt und Putzgliederungen und wurde 1695 nach Plänen von Wolfgang Dientzenhofer errichtet. Im Nordflügel befindet sich der ehemalige Pfarrhof, ein zweigeschossiger und traufständiger Walmdachbau. Der gesamte Komplex einschließlich des ehemaligen Klosterfriedhofes (17./18. Jahrhundert) steht unter Denkmalschutz.